# Scionomia anomala
Scionomia anomala är en fjärilsart som beskrevs av Butler 1881. Scionomia anomala ingår i släktet Scionomia och familjen mätare. Inga underarter finns listade.